# Acacia subulata
Acacia subulata är en ärtväxtart som beskrevs av Aimé Bonpland. Acacia subulata ingår i släktet akacior, och familjen ärtväxter. Inga underarter finns listade i Catalogue of Life.